# Alpiner Skiweltcup 2001/02
Die Saison 2001/02 des von der FIS veranstalteten Alpinen Skiweltcups begann am 27. Oktober 2001 in Sölden und endete am 10. März 2002 anlässlich des Weltcup-Finales in Zauchensee und Flachau. Bei den Männern wurden 33 Rennen ausgetragen (10 Abfahrten, 6 Super-G, 8 Riesenslaloms, 9 Slaloms). Bei den Frauen waren es 32 Rennen (9 Abfahrten, 5 Super-G, 9 Riesenslaloms, 9 Slaloms). Dazu kamen je zwei Kombinationswertungen.
Höhepunkt der Saison waren die Olympischen Spiele 2002 in Salt Lake City.

## Weltcupwertungen

### Gesamt
| Rang | Name                   | Punkte |
| ---- | ---------------------- | ------ |
| 01.  | Stephan Eberharter     | 1702   |
| 02.  | Kjetil André Aamodt    | 1096   |
| 03.  | Didier Cuche           | 1064   |
| 04.  | Bode Miller            | 0952   |
| 05.  | Fritz Strobl           | 0846   |
| 06.  | Lasse Kjus             | 0680   |
| 07.  | Ivica Kostelić         | 0677   |
| 08.  | Fredrik Nyberg         | 0584   |
| 09.  | Benjamin Raich         | 0526   |
| 10.  | Kristian Ghedina       | 0505   |
| 11.  | Christoph Gruber       | 0477   |
| 12.  | Frédéric Covili        | 0471   |
| 13.  | Jean-Pierre Vidal      | 0462   |
| 14.  | Didier Défago          | 0429   |
| 15.  | Michael von Grünigen   | 0410   |
| 16.  | Christian Greber       | 0401   |
| 17.  | Hannes Trinkl          | 0390   |
| 18.  | Andreas Schifferer     | 0385   |
| 19.  | Franco Cavegn          | 0380   |
| 20.  | Kurt Sulzenbacher      | 0378   |
| 21.  | Hans Knauß             | 0361   |
| 22.  | Alessandro Fattori     | 0360   |
| 23.  | Michael Walchhofer     | 0355   |
| 24.  | Ambrosi Hoffmann       | 0345   |
| 25.  | Mitja Kunc             | 0322   |
| 26.  | Rainer Schönfelder     | 0318   |
| 27.  | Josef Strobl           | 0315   |
| 28.  | Kalle Palander         | 0305   |
| 29.  | Mario Matt             | 0287   |
| 30.  | Giorgio Rocca          | 0286   |
| 31.  | Peter Rzehak           | 0275   |
| 32.  | Sami Uotila            | 0250   |
| 33.  | Klaus Kröll            | 0248   |
| 34.  | Daron Rahlves          | 0243   |
| 35.  | Bruno Kernen           | 0233   |
| 36.  | Pierre-Emmanuel Dalcin | 0208   |
| 37.  | Joël Chenal            | 0207   |
| 38.  | Kilian Albrecht        | 0202   |
| 39.  | Vincent Millet         | 0193   |
| 40.  | Tom Stiansen           | 0187   |
| 41.  | Claude Crétier         | 0186   |
| 41.  | Antoine Dénériaz       | 0186   |
| 43.  | Jure Košir             | 0183   |
| 44.  | Massimiliano Blardone  | 0182   |
| 45.  | Sébastien Amiez        | 0177   |
| 46.  | Paul Accola            | 0168   |
| 47.  | Drago Grubelnik        | 0144   |
| 48.  | Manfred Pranger        | 0140   |
| 49.  | Tobias Grünenfelder    | 0135   |
| 50.  | Pierrick Bourgeat      | 0133   |
| 51.  | Markus Larsson         | 0132   |

| Rang | Name                     | Punkte |
| ---- | ------------------------ | ------ |
| 052. | Bjarne Solbakken         | 123    |
| 053. | Christian Mayer          | 122    |
| 054. | Kenneth Sivertsen        | 120    |
| 055. | Patrik Järbyn            | 118    |
| 056. | Thomas Grandi            | 116    |
| 057. | Uroš Pavlovčič           | 106    |
| 058. | Jean-Philippe Roy        | 103    |
| 059. | Stephan Görgl            | 101    |
| 060. | Alessandro Roberto       | 096    |
| 061. | Roland Fischnaller       | 095    |
| 062. | Rolf von Weissenfluh     | 091    |
| 063. | Andrej Jerman            | 086    |
| 063. | Erik Schlopy             | 086    |
| 065. | Truls Ove Karlsen        | 084    |
| 066. | Marco Büchel             | 080    |
| 067. | Harald C. Strand Nilsen  | 079    |
| 068. | Gaëtan Llorach           | 078    |
| 069. | Luca Cattaneo            | 072    |
| 070. | Markus Eberle            | 071    |
| 071. | Sébastien Fournier-Bidoz | 070    |
| 072. | Ole Kristian Furuseth    | 069    |
| 073. | Rene Mlekuž              | 066    |
| 074. | Marc Bottollier-Lasquin  | 062    |
| 075. | Silvano Beltrametti      | 060    |
| 075. | Edoardo Zardini          | 060    |
| 077. | Stanley Hayer            | 057    |
| 078. | Alain Baxter             | 054    |
| 078. | Markus Ganahl            | 054    |
| 078. | Urs Imboden              | 054    |
| 078. | Steve Locher             | 054    |
| 078. | Heinz Schilchegger       | 054    |
| 083. | Max Rauffer              | 053    |
| 083. | Florian Seer             | 053    |
| 085. | Jernej Koblar            | 048    |
| 086. | Giancarlo Bergamelli     | 046    |
| 086. | Audun Grønvold           | 046    |
| 088. | Gregor Šparovec          | 044    |
| 088. | Stéphane Tissot          | 044    |
| 090. | Kentarō Minagawa         | 043    |
| 091. | Marco Casanova           | 041    |
| 091. | Chad Fleischer           | 041    |
| 091. | Jeff Piccard             | 041    |
| 091. | Stein Kristian Strand    | 041    |
| 095. | Dane Spencer             | 039    |
| 096. | Chip Knight              | 038    |
| 097. | Angelo Weiss             | 037    |
| 098. | Mitja Dragšič            | 036    |
| 098. | Markus Herrmann          | 036    |
| 098. | Matteo Nana              | 036    |
| 098. | Tom Rothrock             | 036    |

| Rang | Name                          | Punkte |
| ---- | ----------------------------- | ------ |
| 102. | Casey Puckett                 | 34     |
| 102. | Thomas Vonn                   | 34     |
| 104. | Andrzej Bachleda-Curuś junior | 33     |
| 104. | Alexander Ploner              | 33     |
| 104. | Christophe Saioni             | 33     |
| 104. | Davide Simoncelli             | 33     |
| 108. | Arnold Rieder                 | 32     |
| 109. | Lasse Paulsen                 | 31     |
| 109. | Peter Pen                     | 31     |
| 111. | Erik Seletto                  | 29     |
| 112. | Martin Marinac                | 26     |
| 112. | Alan Perathoner               | 26     |
| 114. | Peter Fill                    | 22     |
| 115. | Patrick Cogoli                | 20     |
| 115. | Norbert Holzknecht            | 20     |
| 117. | Raphaël Burtin                | 19     |
| 118. | Sacha Gros                    | 17     |
| 119. | Steven Nyman                  | 16     |
| 119. | Alberto Schieppati            | 16     |
| 119. | Mitja Valenčič                | 16     |
| 122. | Rainer Salzgeber              | 15     |
| 123. | Daniel Défago                 | 14     |
| 124. | Claudio Collenberg            | 13     |
| 124. | Alois Vogl                    | 13     |
| 126. | Matteo Berbenni               | 12     |
| 126. | Pierre Egger                  | 12     |
| 126. | Darin McBeath                 | 12     |
| 126. | Ed Podivinsky                 | 12     |
| 130. | Patrick Holzer                | 11     |
| 131. | Nicolas Burtin                | 10     |
| 131. | Lorenzo Galli                 | 10     |
| 131. | Primož Skerbinek              | 10     |
| 134. | Thomas Sykora                 | 08     |
| 135. | Scott Macartney               | 07     |
| 135. | Mika Marila                   | 07     |
| 135. | Patrick Staudacher            | 07     |
| 135. | Matjaž Vrhovnik               | 07     |
| 139. | Gauthier de Tessières         | 06     |
| 139. | Jakub Fiala                   | 06     |
| 139. | Michael Gufler                | 06     |
| 139. | Finlay Mickel                 | 06     |
| 143. | Alexandre Anselmet            | 05     |
| 144. | Christoph Alster              | 04     |
| 144. | Thomas Geisser                | 04     |
| 144. | Marco Sullivan                | 04     |
| 147. | Yannick Bertrand              | 03     |
| 147. | Jürgen Hasler                 | 03     |
| 147. | Stefan Stankalla              | 03     |
| 150. | Daniel Züger                  | 02     |

| Rang | Name                  | Punkte |
| ---- | --------------------- | ------ |
| 01.  | Michaela Dorfmeister  | 1271   |
| 02.  | Renate Götschl        | 0931   |
| 03.  | Sonja Nef             | 0904   |
| 04.  | Hilde Gerg            | 0847   |
| 05.  | Anja Pärson           | 0840   |
| 06.  | Isolde Kostner        | 0641   |
| 07.  | Corinne Rey-Bellet    | 0618   |
| 08.  | Kristina Koznick      | 0612   |
| 09.  | Laure Pequegnot       | 0597   |
| 10.  | Ylva Nowén            | 0551   |
| 11.  | Karen Putzer          | 0535   |
| 12.  | Tanja Poutiainen      | 0520   |
| 13.  | Brigitte Obermoser    | 0511   |
| 14.  | Janica Kostelić       | 0506   |
| 15.  | Alexandra Meissnitzer | 0475   |
| 16.  | Carole Montillet      | 0443   |
| 17.  | Selina Heregger       | 0439   |
| 18.  | Sylviane Berthod      | 0418   |
| 19.  | Daniela Ceccarelli    | 0413   |
| 20.  | Mélanie Suchet        | 0380   |
| 21.  | Caroline Lalive       | 0379   |
| 22.  | Sarah Schleper        | 0368   |
| 23.  | Pernilla Wiberg       | 0360   |
| 24.  | Christel Pascal       | 0350   |
| 25.  | Andrine Flemmen       | 0335   |
| 26.  | Allison Forsyth       | 0333   |
| 27.  | Stina Hofgård Nilsen  | 0330   |
| 28.  | Stefanie Schuster     | 0323   |
| 29.  | Kirsten Lee Clark     | 0321   |
| 30.  | Tanja Schneider       | 0295   |
| 31.  | Martina Ertl          | 0288   |
| 32.  | Marlies Oester        | 0278   |
| 33.  | Monika Bergmann       | 0264   |
| 34.  | Petra Haltmayr        | 0257   |
| 35.  | Anna Ottosson         | 0254   |
| 36.  | Tina Maze             | 0236   |
| 37.  | Janette Hargin        | 0217   |
| 38.  | Catherine Borghi      | 0211   |
| 39.  | Mélanie Turgeon       | 0204   |
| 40.  | Ingeborg Helen Marken | 0202   |
| 41.  | Geneviève Simard      | 0187   |

| Rang | Name                  | Punkte |
| ---- | --------------------- | ------ |
| 42.  | Birgit Heeb           | 0185   |
| 43.  | Trine Bakke           | 0177   |
| 43.  | Lilian Kummer         | 0177   |
| 45.  | María José Rienda     | 0166   |
| 46.  | Vanessa Vidal         | 0164   |
| 47.  | Eveline Rohregger     | 0155   |
| 48.  | Carina Raich          | 0154   |
| 49.  | Alenka Dovžan         | 0147   |
| 49.  | Špela Pretnar         | 0147   |
| 51.  | Patrizia Bassis       | 139    |
| 52.  | Picabo Street         | 136    |
| 53.  | Marlies Schild        | 134    |
| 54.  | Christine Sponring    | 133    |
| 55.  | Corina Grünenfelder   | 128    |
| 56.  | Silke Bachmann        | 126    |
| 57.  | Warwara Selenskaja    | 123    |
| 58.  | Henna Raita           | 112    |
| 58.  | Lucia Recchia         | 112    |
| 60.  | Sabine Egger          | 111    |
| 61.  | Fränzi Aufdenblatten  | 109    |
| 62.  | Hedda Berntsen        | 107    |
| 62.  | Elena Tagliabue       | 107    |
| 64.  | Mojca Suhadolc        | 106    |
| 65.  | Ingrid Rumpfhuber     | 105    |
| 66.  | Regina Häusl          | 103    |
| 67.  | Jonna Mendes          | 099    |
| 68.  | Veronika Zuzulová     | 089    |
| 69.  | Ingrid Jacquemod      | 087    |
| 70.  | Astrid Vierthaler     | 086    |
| 71.  | Britt Janyk           | 083    |
| 72.  | Elisabetta Biavaschi  | 082    |
| 73.  | Julia Mancuso         | 081    |
| 74.  | Isabelle Huber        | 076    |
| 75.  | Silvia Berger         | 074    |
| 76.  | Magdalena Planatscher | 069    |
| 77.  | Annemarie Gerg        | 068    |
| 78.  | Nicole Gius           | 066    |
| 79.  | Kathleen Monahan      | 064    |
| 80.  | Denise Karbon         | 062    |
| 81.  | Régine Cavagnoud      | 060    |
| 82.  | Nataša Bokal          | 058    |

| Rang | Name                   | Punkte |
| ---- | ---------------------- | ------ |
| 083. | Sibylle Brauner        | 57     |
| 084. | Anne-Marie LeFrançois  | 53     |
| 085. | Zali Steggall          | 47     |
| 086. | Susanne Ekman          | 44     |
| 087. | Lea Dabič              | 41     |
| 088. | Sonia Vierin           | 36     |
| 089. | Michaela Kirchgasser   | 32     |
| 089. | Caroline Pellat-Finet  | 32     |
| 091. | Noriyo Hiroi           | 31     |
| 092. | Anna Prchal            | 29     |
| 093. | Lindsey Kildow         | 27     |
| 094. | Karin Köllerer         | 26     |
| 095. | Claudia Riegler        | 24     |
| 096. | Maria Riesch           | 21     |
| 097. | Špela Bračun           | 20     |
| 098. | Alice Jones            | 16     |
| 099. | Pia Käyhkö             | 15     |
| 100. | Ana Galindo Santolaria | 14     |
| 101. | Barbara Kleon          | 13     |
| 102. | Christine Hargin       | 12     |
| 103. | Fujiko Sekino          | 11     |
| 104. | Karine Meilleur        | 10     |
| 104. | Carolina Ruiz Castillo | 10     |
| 104. | Karin Truppe           | 10     |
| 107. | Marina Huber           | 09     |
| 107. | Line Viken             | 09     |
| 109. | Lucie Hrstková         | 08     |
| 109. | Stefanie Wolf          | 08     |
| 111. | Sara-Maude Boucher     | 07     |
| 111. | Merete Fjeldavlie      | 07     |
| 113. | Petra Knor             | 06     |
| 114. | Corinne Imlig          | 04     |
| 114. | Tamara Müller          | 04     |
| 114. | Jenny Owens            | 04     |
| 117. | Emma Carrick-Anderson  | 03     |
| 117. | Martina Lechner        | 03     |
| 117. | Katja Wirth            | 03     |
| 117. | Petra Zakouřilová      | 03     |
| 121. | Ella Alpiger           | 02     |
| 121. | Nicole Hosp            | 02     |
| 121. | Martina Schild         | 02     |

### Abfahrt
| Rang | Athlet                 | Punkte |
| ---- | ---------------------- | ------ |
| 1    | Stephan Eberharter     | 810    |
| 2    | Fritz Strobl           | 520    |
| 3    | Kristian Ghedina       | 381    |
| 4    | Franco Cavegn          | 366    |
| 5    | Hannes Trinkl          | 350    |
| 6    | Kjetil André Aamodt    | 337    |
| 7    | Christian Greber       | 329    |
| 8    | Kurt Sulzenbacher      | 320    |
| 9    | Michael Walchhofer     | 295    |
| 10   | Ambrosi Hoffmann       | 273    |
| 11   | Peter Rzehak           | 248    |
| 12   | Josef Strobl           | 238    |
| 13   | Bruno Kernen           | 219    |
| 14   | Didier Cuche           | 218    |
| 15   | Lasse Kjus             | 215    |
| 16   | Klaus Kröll            | 205    |
| 17   | Claude Crétier         | 168    |
| 18   | Antoine Dénériaz       | 157    |
| 19   | Daron Rahlves          | 113    |
| 20   | Pierre-Emmanuel Dalcin | 108    |
| 21   | Rolf von Weissenfluh   | 91     |
| 22   | Roland Fischnaller     | 85     |
| 23   | Christoph Gruber       | 82     |
| 24   | Kenneth Sivertsen      | 79     |
| 25   | Luca Cattaneo          | 72     |

| Rang | Athletin              | Punkte |
| ---- | --------------------- | ------ |
| 1    | Isolde Kostner        | 568    |
| 2    | Michaela Dorfmeister  | 469    |
| 3    | Corinne Rey-Bellet    | 414    |
| 4    | Hilde Gerg            | 412    |
| 5    | Renate Götschl        | 408    |
| 6    | Sylviane Berthod      | 346    |
| 7    | Mélanie Suchet        | 304    |
| 8    | Selina Heregger       | 268    |
| 9    | Brigitte Obermoser    | 242    |
| 10   | Pernilla Wiberg       | 208    |
| 11   | Daniela Ceccarelli    | 201    |
| 12   | Ingeborg Helen Marken | 199    |
| 13   | Carole Montilliet     | 180    |
| 14   | Caroline Lalive       | 172    |
| 15   | Catherine Borghi      | 159    |
| 16   | Kirsten Lee Clark     | 153    |
| 17   | Picabo Street         | 136    |
| 18   | Tanja Schneider       | 132    |
| 19   | Mélanie Turgeon       | 123    |
| 20   | Stefanie Schuster     | 112    |
| 21   | Regina Häusl          | 102    |
| 22   | Patrizia Bassis       | 97     |
| 23   | Petra Haltmayr        | 88     |
| 24   | Lucia Recchia         | 84     |
| 25   | Ingrid Rumpfhuber     | 78     |

### Super-G
| Rang | Athlet                 | Punkte |
| ---- | ---------------------- | ------ |
| 1    | Stephan Eberharter     | 470    |
| 2    | Didier Cuche           | 426    |
| 3    | Fritz Strobl           | 326    |
| 4    | Alessandro Fattori     | 294    |
| 5    | Andreas Schifferer     | 214    |
| 6    | Kjetil André Aamodt    | 210    |
| 7    | Didier Défago          | 202    |
| 8    | Christoph Gruber       | 193    |
| 9    | Lasse Kjus             | 176    |
| 10   | Fredrik Nyberg         | 158    |
| 11   | Hans Knauß             | 156    |
| 12   | Daron Rahlves          | 118    |
| 13   | Pierre-Emmanuel Dalcin | 100    |
| 14   | Paul Accola            | 91     |
| 15   | Kristian Ghedina       | 88     |
| 16   | Stephan Görgl          | 81     |
| 17   | Tobias Grünenfelder    | 77     |
| 18   | Christian Greber       | 72     |
| 18   | Ambrosi Hoffmann       | 72     |
| 20   | Patrik Järbyn          | 71     |
| 21   | Silvano Beltrametti    | 60     |
| 22   | Marco Büchel           | 59     |
| 23   | Bjarne Solbakken       | 44     |
| 24   | Klaus Kröll            | 43     |
| 25   | Hannes Trinkl          | 40     |

| Rang | Athletin              | Punkte |
| ---- | --------------------- | ------ |
| 1    | Hilde Gerg            | 355    |
| 2    | Alexandra Meissnitzer | 248    |
| 3    | Michaela Dorfmeister  | 212    |
| 4    | Renate Götschl        | 210    |
| 5    | Karen Putzer          | 192    |
| 6    | Caroline Lalive       | 167    |
| 7    | Daniela Ceccarelli    | 158    |
| 8    | Stefanie Schuster     | 137    |
| 9    | Carole Montillet      | 129    |
| 10   | Tanja Schneider       | 122    |
| 11   | Kirsten Lee Clark     | 121    |
| 12   | Petra Haltmayr        | 114    |
| 13   | Pernilla Wiberg       | 103    |
| 14   | Brigitte Obermoser    | 99     |
| 15   | Martina Ertl          | 97     |
| 16   | Corinne Rey-Bellet    | 87     |
| 17   | Geneviève Simard      | 86     |
| 18   | Mélanie Turgeon       | 81     |
| 19   | Sylviane Berthod      | 72     |
| 19   | Janica Kostelić       | 72     |
| 21   | Warwara Selenskaja    | 67     |
| 22   | Mélanie Suchet        | 61     |
| 23   | Janette Hargin        | 60     |
| 24   | Jonna Mendes          | 44     |
| 25   | Patrizia Bassis       | 42     |

### Riesenslalom
| Rang | Athlet                | Punkte |
| ---- | --------------------- | ------ |
| 1    | Frédéric Covili       | 471    |
| 2    | Benjamin Raich        | 429    |
| 3    | Stephan Eberharter    | 422    |
| 4    | Didier Cuche          | 420    |
| 5    | Fredrik Nyberg        | 405    |
| 6    | Michael von Grünigen  | 356    |
| 7    | Bode Miller           | 310    |
| 8    | Sami Uotila           | 250    |
| 9    | Joël Chenal           | 207    |
| 10   | Christoph Gruber      | 202    |
| 11   | Vincent Millet        | 193    |
| 12   | Massimiliano Blardone | 182    |
| 13   | Didier Défago         | 141    |
| 14   | Hans Knauß            | 134    |
| 15   | Christian Mayer       | 122    |
| 16   | Kjetil André Aamodt   | 117    |
| 17   | Andreas Schifferer    | 114    |
| 18   | Uroš Pavlovčič        | 106    |
| 19   | Alessandro Roberto    | 96     |
| 20   | Thomas Grandi         | 79     |
| 21   | Josef Strobl          | 71     |
| 22   | Ivica Kostelić        | 66     |
| 23   | Tobias Grünenfelder   | 58     |
| 24   | Bjarne Solbakken      | 57     |
| 25   | Lasse Kjus            | 48     |

| Rang | Athletin              | Punkte |
| ---- | --------------------- | ------ |
| 1    | Sonja Nef             | 574    |
| 2    | Michaela Dorfmeister  | 494    |
| 3    | Anja Pärson           | 360    |
| 4    | Andrine Flemmen       | 335    |
| 5    | Stina Hofgård Nilsen  | 330    |
| 6    | Karen Putzer          | 324    |
| 7    | Allison Forsyth       | 303    |
| 8    | Tina Maze             | 224    |
| 9    | Ylva Nowén            | 223    |
| 10   | Anna Ottosson         | 219    |
| 10   | Tanja Poutiainen      | 219    |
| 12   | Alexandra Meissnitzer | 194    |
| 13   | Birgit Heeb           | 185    |
| 14   | Lilian Kummer         | 177    |
| 15   | María José Rienda     | 142    |
| 16   | Carole Montillet      | 119    |
| 17   | Silke Bachmann        | 142    |
| 18   | Corinne Rey-Bellet    | 117    |
| 18   | Eveline Rohregger     | 117    |
| 20   | Sarah Schleper        | 114    |
| 21   | Fränzi Aufdenblatten  | 109    |
| 22   | Kristina Koznick      | 94     |
| 23   | Brigitte Obermoser    | 88     |
| 23   | Geneviève Simard      | 88     |
| 25   | Janica Kostelić       | 87     |

### Slalom
| Rang | Athlet                  | Punkte |
| ---- | ----------------------- | ------ |
| 1    | Ivica Kostelić          | 611    |
| 2    | Bode Miller             | 560    |
| 3    | Jean-Pierre Vidal       | 456    |
| 4    | Mitja Kunc              | 322    |
| 5    | Rainer Schönfelder      | 318    |
| 6    | Kalle Palander          | 287    |
| 7    | Giorgio Rocca           | 286    |
| 8    | Mario Matt              | 267    |
| 9    | Kjetil André Aamodt     | 232    |
| 10   | Kilian Albrecht         | 202    |
| 11   | Tom Stiansen            | 187    |
| 12   | Sébastien Amiez         | 177    |
| 13   | Jure Košir              | 166    |
| 14   | Drago Grubelnik         | 144    |
| 15   | Manfred Pranger         | 140    |
| 16   | Pierrick Bourgeat       | 133    |
| 17   | Markus Larsson          | 132    |
| 18   | Lasse Kjus              | 101    |
| 19   | Benjamin Raich          | 97     |
| 20   | Truls Ove Karlsen       | 84     |
| 21   | Harald C. Strand Nilsen | 79     |
| 22   | Markus Eberle           | 71     |
| 23   | Ole Kristian Furuseth   | 69     |
| 24   | Jean-Philippe Roy       | 68     |
| 25   | Rene Mlekuž             | 66     |

| Rang | Athletin             | Punkte |
| ---- | -------------------- | ------ |
| 1    | Laure Pequegnot      | 597    |
| 2    | Kristina Koznick     | 518    |
| 3    | Anja Pärson          | 480    |
| 4    | Sonja Nef            | 330    |
| 5    | Ylva Nowén           | 328    |
| 6    | Christel Pascal      | 312    |
| 7    | Tanja Poutiainen     | 301    |
| 8    | Monika Bergmann      | 264    |
| 9    | Marlies Oester       | 261    |
| 10   | Sarah Schleper       | 254    |
| 11   | Janica Kostelić      | 252    |
| 12   | Trine Bakke          | 177    |
| 13   | Vanessa Vidal        | 164    |
| 14   | Martina Ertl         | 157    |
| 15   | Carina Raich         | 154    |
| 16   | Marlies Schild       | 134    |
| 17   | Corina Grünenfelder  | 128    |
| 18   | Špela Pretnar        | 126    |
| 19   | Christine Sponring   | 119    |
| 20   | Henna Raita          | 112    |
| 21   | Sabine Egger         | 111    |
| 22   | Hedda Berntsen       | 107    |
| 23   | Veronika Zuzulová    | 89     |
| 24   | Elisabetta Biavaschi | 82     |
| 25   | Renate Götschl       | 76     |

### Kombination
| Rang | Athlet                | Punkte |
| ---- | --------------------- | ------ |
| 1    | Kjetil André Aamodt   | 200    |
| 2    | Lasse Kjus            | 140    |
| 3    | Andrej Jerman         | 82     |
| 4    | Bode Miller           | 80     |
| 5    | Michael Walchhofer    | 60     |
| 6    | Kurt Sulzenbacher     | 58     |
| 7    | Didier Défago         | 50     |
| 8    | Paul Accola           | 45     |
| 8    | Gaëtan Llorach        | 45     |
| 10   | Stanley Hayer         | 40     |
| 10   | Stein Kristian Strand | 40     |

| Rang | Athletin             | Punkte |
| ---- | -------------------- | ------ |
| 1    | Renate Götschl       | 200    |
| 2    | Michaela Dorfmeister | 96     |
| 3    | Brigitte Obermoser   | 82     |
| 4    | Janette Hargin       | 80     |
| 4    | Janica Kostelić      | 80     |
| 6    | Stefanie Schuster    | 66     |
| 7    | Selina Heregger      | 60     |
| 8    | Daniela Ceccarelli   | 54     |
| 9    | Hilde Gerg           | 50     |
| 10   | Catherine Borghi     | 47     |

## Podestplatzierungen Herren

### Abfahrt
| Datum      | Ort                | 1. Platz                                                      | 2. Platz                                                      | 3. Platz                                                      |
| ---------- | ------------------ | ------------------------------------------------------------- | ------------------------------------------------------------- | ------------------------------------------------------------- |
| 22.11.2001 | Lake Louise (CAN)  | Rennen abgesagt. Ersatzrennen am 14. Dezember 2001 in Gröden. | Rennen abgesagt. Ersatzrennen am 14. Dezember 2001 in Gröden. | Rennen abgesagt. Ersatzrennen am 14. Dezember 2001 in Gröden. |
| 01.12.2001 | Beaver Creek (USA) | Rennen abgesagt. Ersatzrennen am 28. Dezember 2001 in Bormio. | Rennen abgesagt. Ersatzrennen am 28. Dezember 2001 in Bormio. | Rennen abgesagt. Ersatzrennen am 28. Dezember 2001 in Bormio. |
| 08.12.2001 | Val-d’Isère (FRA)  | Stephan Eberharter                                            | Kurt Sulzenbacher                                             | Michael Walchhofer                                            |
| 14.12.2001 | Gröden (ITA)       | Kristian Ghedina                                              | Lasse Kjus                                                    | Kurt Sulzenbacher                                             |
| 15.12.2001 | Gröden (ITA)       | Stephan Eberharter                                            | Michael Walchhofer                                            | Kjetil André Aamodt                                           |
| 28.12.2001 | Bormio (ITA)       | Christian Greber                                              | Fritz Strobl                                                  | Stephan Eberharter                                            |
| 29.12.2001 | Bormio (ITA)       | Fritz Strobl                                                  | Josef Strobl                                                  | Stephan Eberharter                                            |
| 12.01.2002 | Wengen (SUI)       | Stephan Eberharter                                            | Hannes Trinkl                                                 | Josef Strobl                                                  |
| 19.01.2002 | Kitzbühel (AUT)    | Stephan Eberharter                                            | Kjetil André Aamodt                                           | Hannes Trinkl                                                 |
| 02.02.2002 | St. Moritz (SUI)   | Stephan Eberharter                                            | Fritz Strobl                                                  | Michael Walchhofer                                            |
| 02.03.2002 | Kvitfjell (NOR)    | Hannes Trinkl                                                 | Claude Crétier                                                | Franco Cavegn Kristian Ghedina                                |
| 06.03.2002 | Zauchensee (AUT)   | Stephan Eberharter                                            | Ambrosi Hoffmann                                              | Hannes Trinkl                                                 |

### Super-G
| Datum      | Ort                          | 1. Platz                                                                    | 2. Platz                                                                    | 3. Platz                                                                    |
| ---------- | ---------------------------- | --------------------------------------------------------------------------- | --------------------------------------------------------------------------- | --------------------------------------------------------------------------- |
| 23.11.2001 | Lake Louise (CAN)            | Rennen abgesagt. Ersatzrennen am 26. Januar 2002 in Garmisch-Partenkirchen. | Rennen abgesagt. Ersatzrennen am 26. Januar 2002 in Garmisch-Partenkirchen. | Rennen abgesagt. Ersatzrennen am 26. Januar 2002 in Garmisch-Partenkirchen. |
| 02.12.2001 | Beaver Creek (USA)           | Rennen abgesagt. Ersatzrennen am 7. Dezember 2001 in Val-d’Isère.           | Rennen abgesagt. Ersatzrennen am 7. Dezember 2001 in Val-d’Isère.           | Rennen abgesagt. Ersatzrennen am 7. Dezember 2001 in Val-d’Isère.           |
| 07.12.2001 | Val-d’Isère (FRA)            | Stephan Eberharter                                                          | Didier Cuche                                                                | Silvano Beltrametti                                                         |
| 18.01.2002 | Kitzbühel (AUT)              | Stephan Eberharter                                                          | Alessandro Fattori                                                          | Didier Cuche                                                                |
| 26.01.2002 | Garmisch-Partenkirchen (GER) | Fritz Strobl                                                                | Didier Cuche                                                                | Stephan Eberharter                                                          |
| 27.01.2002 | Garmisch-Partenkirchen (GER) | Stephan Eberharter                                                          | Didier Cuche                                                                | Andreas Schifferer                                                          |
| 03.03.2002 | Kvitfjell (NOR)              | Alessandro Fattori                                                          | Didier Défago                                                               | Stephan Eberharter                                                          |
| 07.03.2002 | Zauchensee (AUT)             | Didier Cuche                                                                | Fritz Strobl                                                                | Alessandro Fattori                                                          |

### Riesenslalom
| Datum      | Ort                 | 1. Platz                                                             | 2. Platz                                                             | 3. Platz                                                             |
| ---------- | ------------------- | -------------------------------------------------------------------- | -------------------------------------------------------------------- | -------------------------------------------------------------------- |
| 28.10.2001 | Sölden (AUT)        | Frédéric Covili                                                      | Stephan Eberharter                                                   | Michael von Grünigen Fredrik Nyberg                                  |
| 16.11.2001 | Park City (USA)     | Rennen abgesagt. Ersatzrennen am 20. Dezember 2001 in Kranjska Gora. | Rennen abgesagt. Ersatzrennen am 20. Dezember 2001 in Kranjska Gora. | Rennen abgesagt. Ersatzrennen am 20. Dezember 2001 in Kranjska Gora. |
| 09.12.2001 | Val-d’Isère (FRA)   | Bode Miller                                                          | Frédéric Covili                                                      | Stephan Eberharter                                                   |
| 16.12.2001 | Alta Badia (ITA)    | Frédéric Covili                                                      | Michael von Grünigen                                                 | Sami Uotila                                                          |
| 20.12.2001 | Kranjska Gora (SLO) | Fredrik Nyberg                                                       | Benjamin Raich                                                       | Uroš Pavlovčič                                                       |
| 21.12.2001 | Kranjska Gora (SLO) | Benjamin Raich                                                       | Bode Miller                                                          | Didier Cuche                                                         |
| 05.01.2002 | Adelboden (SUI)     | Didier Cuche                                                         | Frédéric Covili                                                      | Fredrik Nyberg                                                       |
| 03.02.2002 | St. Moritz (SUI)    | Stephan Eberharter                                                   | Didier Cuche                                                         | Hans Knauß                                                           |
| 10.03.2002 | Zauchensee (AUT)    | Michael von Grünigen                                                 | Benjamin Raich                                                       | Stephan Eberharter                                                   |

### Slalom
| Datum      | Ort                        | 1. Platz                                                     | 2. Platz                                                     | 3. Platz                                                     |
| ---------- | -------------------------- | ------------------------------------------------------------ | ------------------------------------------------------------ | ------------------------------------------------------------ |
| 18.11.2001 | Park City (USA)            | Rennen abgesagt. Ersatzrennen am 26. November 2001 in Aspen. | Rennen abgesagt. Ersatzrennen am 26. November 2001 in Aspen. | Rennen abgesagt. Ersatzrennen am 26. November 2001 in Aspen. |
| 25.11.2001 | Aspen (USA)                | Ivica Kostelić                                               | Giorgio Rocca                                                | Mario Matt                                                   |
| 26.11.2001 | Aspen (USA)                | Mario Matt                                                   | Bode Miller                                                  | Jean-Pierre Vidal                                            |
| 10.12.2001 | Madonna di Campiglio (ITA) | Bode Miller                                                  | Giorgio Rocca                                                | Tom Stiansen                                                 |
| 22.12.2001 | Kranjska Gora (SLO)        | Jean-Pierre Vidal                                            | Mario Matt                                                   | Ivica Kostelić                                               |
| 06.01.2002 | Adelboden (SUI)            | Bode Miller                                                  | Ivica Kostelić                                               | Mitja Kunc                                                   |
| 13.01.2002 | Wengen (SUI)               | Ivica Kostelić                                               | Mitja Kunc                                                   | Edoardo Zardini                                              |
| 20.01.2002 | Kitzbühel (AUT)            | Rainer Schönfelder                                           | Kilian Albrecht                                              | Bode Miller                                                  |
| 22.01.2002 | Schladming (AUT)           | Bode Miller                                                  | Jean-Pierre Vidal                                            | Ivica Kostelić                                               |
| 09.03.2002 | Zauchensee (AUT)           | Ivica Kostelić                                               | Bode Miller                                                  | Jean-Pierre Vidal                                            |

### Kombination
| Datum          | Ort             | 1. Platz            | 2. Platz    | 3. Platz           |
| -------------- | --------------- | ------------------- | ----------- | ------------------ |
| 12./13.01.2002 | Wengen (SUI)    | Kjetil André Aamodt | Bode Miller | Lasse Kjus         |
| 19./20.01.2002 | Kitzbühel (AUT) | Kjetil André Aamodt | Lasse Kjus  | Michael Walchhofer |

## Podestplatzierungen Damen

### Abfahrt
| Datum      | Ort                        | 1. Platz             | 2. Platz             | 3. Platz             |
| ---------- | -------------------------- | -------------------- | -------------------- | -------------------- |
| 29.11.2001 | Lake Louise (CAN)          | Isolde Kostner       | Michaela Dorfmeister | Corinne Rey-Bellet   |
| 30.11.2001 | Lake Louise (CAN)          | Isolde Kostner       | Sylviane Berthod     | Michaela Dorfmeister |
| 21.12.2001 | St. Moritz (SUI)           | Sylviane Berthod     | Isolde Kostner       | Corinne Rey-Bellet   |
| 11.01.2002 | Saalbach-Hinterglemm (AUT) | Hilde Gerg           | Pernilla Wiberg      | Isolde Kostner       |
| 12.01.2002 | Saalbach-Hinterglemm (AUT) | Hilde Gerg           | Renate Götschl       | Michaela Dorfmeister |
| 26.01.2002 | Cortina d’Ampezzo (ITA)    | Renate Götschl       | Isolde Kostner       | Daniela Ceccarelli   |
| 02.02.2002 | Åre (SWE)                  | Renate Götschl       | Selina Heregger      | Isolde Kostner       |
| 02.03.2002 | Lenzerheide (SUI)          | Corinne Rey-Bellet   | Mélanie Suchet       | Hilde Gerg           |
| 06.03.2002 | Zauchensee (AUT)           | Michaela Dorfmeister | Caroline Lalive      | Mélanie Suchet       |

### Super-G
| Datum      | Ort                     | 1. Platz             | 2. Platz              | 3. Platz                            |
| ---------- | ----------------------- | -------------------- | --------------------- | ----------------------------------- |
| 01.12.2001 | Lake Louise (CAN)       | Petra Haltmayr       | Carole Montillet      | Caroline Lalive                     |
| 15.12.2001 | Val-d’Isère (FRA)       | Hilde Gerg           | Renate Götschl        | Tanja Schneider                     |
| 22.12.2001 | St. Moritz (SUI)        | Karen Putzer         | Daniela Ceccarelli    | Kirsten Lee Clark Stefanie Schuster |
| 25.01.2002 | Cortina d’Ampezzo (ITA) | Hilde Gerg           | Renate Götschl        | Alexandra Meissnitzer               |
| 07.03.2002 | Zauchensee (AUT)        | Michaela Dorfmeister | Alexandra Meissnitzer | Hilde Gerg                          |

### Riesenslalom
| Datum      | Ort                     | 1. Platz             | 2. Platz             | 3. Platz               |
| ---------- | ----------------------- | -------------------- | -------------------- | ---------------------- |
| 27.10.2001 | Sölden (AUT)            | Michaela Dorfmeister | Sonja Nef            | Régine Cavagnoud       |
| 21.11.2001 | Copper Mountain (USA)   | Andrine Flemmen      | Allison Forsyth      | Sonja Nef              |
| 16.12.2001 | Val-d’Isère (FRA)       | Sonja Nef            | Anja Pärson          | Michaela Dorfmeister   |
| 28.12.2001 | Lienz (AUT)             | Lilian Kummer        | Karen Putzer         | Ylva Nowén Anja Pärson |
| 04.01.2002 | Maribor (SLO)           | Sonja Nef            | Tina Maze            | Stina Hofgård Nilsen   |
| 19.01.2002 | Berchtesgaden (GER)     | Michaela Dorfmeister | Stina Hofgård Nilsen | Geneviève Simard       |
| 27.01.2002 | Cortina d’Ampezzo (ITA) | Stina Hofgård Nilsen | Andrine Flemmen      | Karen Putzer           |
| 31.01.2002 | Åre (SWE)               | Michaela Dorfmeister | Anja Pärson          | Sonja Nef              |
| 16.03.2002 | Zauchensee (AUT)        | Sonja Nef            | Anna Ottosson        | Tanja Poutiainen       |

### Slalom
| Datum      | Ort                        | 1. Platz                        | 2. Platz                         | 3. Platz        |
| ---------- | -------------------------- | ------------------------------- | -------------------------------- | --------------- |
| 22.11.2001 | Copper Mountain (USA)      | Laure Pequegnot                 | Christine Sponring               | Carina Raich    |
| 09.12.2001 | Sestriere (ITA)            | Anja Pärson                     | Tanja Poutiainen                 | Sonja Nef       |
| 29.12.2001 | Lienz (AUT)                | Anja Pärson                     | Monika Bergmann Kristina Koznick |                 |
| 05.01.2002 | Maribor (SLO)              | Anja Pärson                     | Kristina Koznick                 | Laure Pequegnot |
| 06.01.2002 | Maribor (SLO)              | Anja Pärson                     | Laure Pequegnot                  | Sonja Nef       |
| 13.01.2002 | Saalbach-Hinterglemm (AUT) | Laure Pequegnot                 | Sonja Nef                        | Ylva Nowén      |
| 20.01.2002 | Berchtesgaden (GER)        | Kristina Koznick Marlies Oester |                                  | Janica Kostelić |
| 03.02.2002 | Åre (SWE)                  | Laure Pequegnot                 | Kristina Koznick                 | Ylva Nowén      |
| 10.03.2002 | Zauchensee (AUT)           | Janica Kostelić                 | Anja Pärson                      | Ylva Nowén      |

### Kombination
| Datum          | Ort                        | 1. Platz       | 2. Platz        | 3. Platz             |
| -------------- | -------------------------- | -------------- | --------------- | -------------------- |
| 12./13.01.2002 | Saalbach-Hinterglemm (AUT) | Renate Götschl | Janica Kostelić | Michaela Dorfmeister |
| 02./03.02.2002 | Åre (SWE)                  | Renate Götschl | Janette Hargin  | Selina Heregger      |

## Nationencup
| Rang | Land                   | Punkte |
| ---- | ---------------------- | ------ |
| 1    | Österreich             | 12405  |
| 2    | Schweiz                | 6334   |
| 3    | Italien                | 4811   |
| 4    | Frankreich             | 4728   |
| 5    | Norwegen               | 3723   |
| 6    | Vereinigte Staaten     | 3272   |
| 7    | Schweden               | 3112   |
| 8    | Slowenien              | 2169   |
| 9    | Deutschland            | 2138   |
| 10   | Finnland               | 1209   |
| 11   | Kanada                 | 1196   |
| 12   | Kroatien               | 1183   |
| 13   | Liechtenstein          | 322    |
| 14   | Spanien                | 190    |
| 15   | Russland               | 123    |
| 16   | Slowakei               | 89     |
| 17   | Japan                  | 74     |
| 18   | Australien             | 67     |
| 19   | Vereinigtes Königreich | 63     |
| 20   | Polen                  | 33     |
| 21   | Neuseeland             | 24     |
| 22   | Tschechien             | 11     |

| Rang | Land                   | Punkte |
| ---- | ---------------------- | ------ |
| 1    | Österreich             | 7126   |
| 2    | Schweiz                | 3479   |
| 3    | Frankreich             | 2594   |
| 4    | Norwegen               | 2556   |
| 5    | Italien                | 2410   |
| 6    | Vereinigte Staaten     | 1553   |
| 7    | Slowenien              | 1414   |
| 8    | Schweden               | 834    |
| 9    | Kroatien               | 677    |
| 10   | Finnland               | 562    |
| 11   | Kanada                 | 300    |
| 12   | Deutschland            | 140    |
| 13   | Liechtenstein          | 137    |
| 14   | Vereinigtes Königreich | 60     |
| 15   | Japan                  | 43     |
| 16   | Polen                  | 33     |

| Rang | Land                   | Punkte |
| ---- | ---------------------- | ------ |
| 1    | Österreich             | 5279   |
| 2    | Schweiz                | 2855   |
| 3    | Italien                | 2401   |
| 4    | Schweden               | 2278   |
| 5    | Frankreich             | 2134   |
| 6    | Deutschland            | 1998   |
| 7    | Vereinigte Staaten     | 1719   |
| 8    | Norwegen               | 1167   |
| 9    | Kanada                 | 896    |
| 10   | Slowenien              | 755    |
| 11   | Finnland               | 647    |
| 12   | Kroatien               | 506    |
| 13   | Spanien                | 190    |
| 14   | Liechtenstein          | 185    |
| 15   | Russland               | 123    |
| 16   | Slowakei               | 89     |
| 17   | Australien             | 67     |
| 18   | Japan                  | 31     |
| 19   | Neuseeland             | 24     |
| 20   | Tschechien             | 11     |
| 21   | Vereinigtes Königreich | 3      |

## Saisonverlauf

### Tödlicher Unfall von Régine Cavagnoud
Die französische Super-G-Weltmeisterin Régine Cavagnoud, die zwei Tage zuvor beim ersten Saisonrennen, dem Riesenslalom in Sölden Dritte geworden war, kollidierte am 29. Oktober beim Abfahrtstraining am Pitztaler Gletscher mit dem deutschen Europacup-Trainer Markus Anwander; beide erlitten u. a. schwere Kopfverletzungen und wurden in die Innsbrucker-Uni-Klinik gebracht, wo Cavagnoud am 31. Oktober verstarb.

### Verletzungen
- Noch vor Saisonbeginn, nämlich am Abend des 24. August 2001, kam es zum Verkehrsunfall von Hermann Maier, der sich auf seinem Motorrad bei einer Umfahrung in Radstadt auf der Heimfahrt vom Trainingslager in Obertauern befand. Er kollidierte mit einem von einem Pensionisten aus München gelenkten PKW und erlitt einen offenen Beinbruch und wurde im LKH Salzburg sieben Stunden lang operiert. Dieser Unfall bedeutete für den Flachauer den Entgang der Olympischen Spiele in Salt Lake City; er konnte erst wieder Mitte Januar 2003 Weltcuprennen bestreiten.
- Am 18. November erlitt Hannes Trinkl eine Verletzung bei Sturz beim freien Skifahren auf der Reiteralm (Stirnbeinbruch, Schleudertrauma).
- Nur einen Tag später, am 19. November, erwischte es bei einem Qualifikationsrennen in Loveland den Österreicher Rainer Salzgeber, der einen Kreuzbandriss im linken Knie und einen Seitenbandriss erlitt, was seinen Rücktritt auslöste.
- Das Gesetz der Serie setzte sich am 20. November fort, als der deutsche Abfahrtsbronzegewinner von den Weltmeisterschaften in St. Anton Florian Eckert bei einem Trainingssturz auf der Reiteralm sich einen Trümmerbruch des rechten Schienbeinkopfes zuzog.
- Am 8. Dezember 2001 verunglückte der Schweizer Silvano Beltrametti bei der Abfahrt in Val-d’Isère schwer: Mit Nr. 14 gestartet, kam er zu Sturz und geriet in die Abgrenzungsnetze. Dabei war der Aufkantwinkel seiner Skier derart unglücklich, dass deren Stahlkanten die Netze durchschnitten und er somit nicht aufgefangen, sondern gegen einen Baumstamm im angrenzenden Wald geschleudert wurde. Dabei erlitt er derartige Rückverletzungen, die eine Lähmung auslösten. Seither nutzt er einen Rollstuhl.
- Am 15. Januar 2002 kam der österreichische Läufer Josef Strobl beim ersten Training auf der Streif am Hahnenkamm in der Zielhang-Kompression zu Sturz: seine Verletzungen waren: Riss des vorderen Kreuzbandes, Kapselabriss- und Seitenbandriss, Meniskusschaden, Knochenabsplitterung im linken Knie.
- Beim Hahnenkamm-Slalom am 20. Januar 2002 stürzte der österreichische Slalomweltmeister Mario Matt beim Einfahren zum ersten Lauf und zog sich eine Schulterluxation (Abriss der Schulter, Kapsel und Riss aller Bänder) zu; er fuhr trotzdem noch den ersten Durchgang und belegte Rang 9, doch danach musste er aufgeben – und die Verletzung brachte es mit sich, dass er an den Olympischen Spielen nicht teilnehmen konnte. Der Österreicher Thomas Sykora versäumte mit Rang 43 deutlich das „30er-Finale“ und gab seinen Rücktritt bekannt.
- Am 2. März kam Renate Götschl, sie trug die Start-Nr. 15, bei der Abfahrt in Lenzerheide zu Sturz: Fazit 6 Monate Pause nach diversen Bänderrissen, Meniskusverletzung im linken Knie, Wadenbeinbruch, Ellbogenverletzungen (damit war die allerdings nur theoretisch noch gegebene Chance auf den Gewinn der Super-G-Wertung, in der sie mit 210 Punkten auf Rang 2 hinter Hilde Gerg mit 295 gelegen war, passé).
- Stefanie Schuster, welche am 5. März ihren Rücktritt angekündigt und diesen zwei Tage danach mit Rang 5 im finalen Super-G vollzogen hatte, erlitt zum Abschluss ihrer Karriere nochmals schwere Verletzungen (Kreuz- und Seitenbandriss im linken Knie und Knochenverletzung). Sie war nach einem Verschneider beim Training zur Abfahrt bei den österreichischen Meisterschaften auf der Kälberlochpiste in Zauchensee gestürzt; damit absolvierte sie (bei Christian Schenk) ihre 14. Operation.

### Premierensiege
Frédéric Covili in Sölden am 28. Oktober und Ivica Kostelić (ihn hatte man bislang als den „kleinen Bruder von Janica“ gekannt) am 25. November in Aspen holten mit ihren ersten Weltcupsiegen auch gleich die Wertungen im Riesenslalom bzw. Slalom. Covili war zudem der erste Franzose seit Patrick Russel 1971, der wieder eine «kleine Kugel» im Riesenslalom gewann. Jean-Pierre Vidal, der nur wenige Wochen später Olympiagold holte, gewann am 22. Dezember mit Start-Nr. 17 den Slalom in Kranjska Gora. Christian Grebers erster und einziger Sieg erfolgte am 28. Dezember bei der Abfahrt in Bormio.
Auch für Sylviane Berthod war der Sieg am 21. Dezember bei der Abfahrt in St. Moritz ihr einziger Erfolg. Ähnlich war es mit deren Landsfrau Lilian Kummer, die als Außenseiterin (Start-Nr. 22) am 28. Dezember beim Riesenslalom am Hochstein in Lienz zu ihrem einzigen Sieg kam, mit dem sie eine schwere Niederlage der «swiss-ski»-Damen abwendete (die nächstplatzierte war Rey-Bellet auf Rang 21; Siegläuferin Sonja Nef war schon im ersten Lauf ausgeschieden). Marlies Oester teilte sich am 20. Januar beim Slalom in Berchtesgaden ihren Sieg (in ihrem 57. Slalom-Weltcuprennen) mit Kristina Koznick (auch für Oester sollte es der einzige Sieg bleiben). Stina Hofgård Nilsen hatte durch bereits einen dritten und zweiten Rang in den beiden vorangegangenen Riesenslaloms nahezu ihren ersten Sieg angedeutet, den sie (als einzigen ihrer Karriere) am 27. Januar in Cortina d’Ampezzo errang – und zugleich gab es eine Premiere, denn es war erstmals bei den norwegischen Damen ein Doppelsieg.

### Erwähnenswertes
- Copper Mountain übernahm am 21./22. November die in Aspen geplanten Damen-Technik-Rennen.
- Ivica Kostelić gewann den Slalom in Aspen am 25. November mit der auch bis heute (nach Saisonende 2018/19) höchsten Start-Nummer, nämlich 64, womit er die Nr. 47 von Mario Matt beim Slalom in Kitzbühel am 23. Januar 2000 ablöste.
- Thomas Sykora startete bei diesem Aspen-Slalom nach seiner Verletzung erstmals seit 1.350 Tagen wieder in einem Weltcuprennen, schied aber im ersten Lauf aus; am nächsten Tag belegte er Rang 23.
- Der Slalom am 10. Dezember 2001 in Madonna di Campiglio war ein Nachtslalom.
- Am 25. Januar 2002 trat der österreichische Läufer Florian Seer, der noch am 22. Januar am Nachtslalom in Schladming teilgenommen hatte (Ausfall im ersten Durchgang) an die Öffentlichkeit und teilte mit, dass er einen Tumor im oberen Lendenwirbelbereich hat (der sich seit 10 Jahren im Wachsen befindliche Tumor hatte die Wirbelsäule bereits vollkommen ausgefüllt; nur mehr 1 mm blieb für die Nerven übrig und es drohte eine Querschnittlähmung); die Operation erfolgte am 29. Januar; nach seinem Comeback konnte er sich aber nicht mehr für das A-Team qualifizieren und er trat am 26. Februar 2004 zurück.
- Der Herren-Super-G am 27. Januar 2002 im Garmisch-Partenkirchen mit 63 gemeldeten Läufern wurde nach dem Sturz von Start-Nr. 37, dem Österreicher Christoph Alster, abgebrochen; das Ergebnis wurde gewertet. Alster war gestürzt, was auch Folge des Regens gewesen sein dürfte.[1]
- Bei der am 2. Februar 2002 in Åre ausgetragenen Damenabfahrt handelte es sich um eine „Sprintabfahrt“. Renate Götschl hatte den Grundstein zu ihrem Weltcupsieg mit Laufbestzeit im ersten Durchgang gelegt und es genügte ihr die drittbeste Laufzeit im zweiten Durchgang zum Sieg. Die Laufbeste im zweiten Durchgang Isolde Kostner hatte mit 0,96 Sekunden einen zu großen Rückstand nach dem ersten Durchgang.[2]

### Weltcup-Entscheidungen

#### Herren
Gesamtweltcup:

Bereits nach den Januar-Rennen hatte Stephan Eberharter mit 1.192 Punkten einen Vorsprung von 256 Punkten auf Kjetil André Aamodt, auf den weiteren Rängen lagen Bode Miller (820), Didier Cuche (766) und Fritz Strobl (562). Da Aamodt im Hinblick auf Olympia auf die Teilnahme bei den am 2./3. Februar in St. Moritz stattfindenden Rennen verzichtete, konnte Eberharter, der sowohl die Abfahrt als auch den Riesenslalom gewann, weitere 200 Punkte verbuchen. Nach seinem dritten Rang am 3. März beim Super-G in Kvitfjell stand Stephan Eberharter als Gesamtsieger fest – er hatte 1.492 Punkte am Konto, der Zweitplatzierte Kjetil André Aamodt hatte in diesem Rennen Platz 5 belegt und hätte (mit nunmehr 960 Punkten) vor den vier Rennen beim Finale nur mehr auf maximal 1.360 Punkte kommen können. Didier Cuche war Zehnter geworden und schien auf Rang 3 der Zwischenwertung auf (904 Punkte). Eberharter war bei all seinen 27 Saisonstarts nie schlechter als Neunter (zweimal), dafür aber zwanzigmal am Podest gewesen (davon elf Siege).
Abfahrt:

Eberharter war bereits nach dem Kitzbühel-Sieg mit 670 Punkten fix, da Fritz Strobl (430 Punkte) bei den noch zwei ausständigen Abfahrten nur mehr auf 630 Punkte hätte kommen können.
Super-G:

Eberharter war mit 420 Punkten gegenüber 326 von Cuche ins Finale gegangen war. Zwar holte der Schweizer mit dem Sieg das Maximum, aber bereits Rang 15 hätte dem Zillertaler genügt – und es wurde Rang 4.
Riesenslalom:

Die Entscheidung fiel im Finale: Covili mit 426 Punkten brauchte noch Rang 11 (24 Punkte), um Raich zu überflügeln, der mit einem Sieg ein Maximum von 449 Punkten hätte erreichen können. (Rang 5 und damit 45 Punkte wurden es für den Franzosen; Raich, der Zweiter geworden war, hatte allerdings nach dem ersten Lauf geführt.)
Slalom:

Vidal war nach dem Nachtslalom in Schladming aus dem Rennen; Kostelić kam mit 31 Punkten Vorsprung auf Miller nach Zauchensee, in welchem der Kroate sich im ersten Lauf einen Vorsprung von 1,35 s herausholte und mit beherrschter Fahrt im «finalen» Finale (trotz Aufholjagd des auf Rang 8 platziert gewesenen US-Amerikaners) seine erste «kleine Kugel» seiner erfolgreichen Karriere holte.

#### Damen
Gesamt:

Zwar holte Michaela Dorfmeister keine einzige Disziplinenwertung, aber die Summe all ihrer Spitzenplätze war ausschlaggebend. Sie war zwar im Slalom bei ihren zwei Antreten nie in den zweiten Lauf gekommen, doch da war es ihr nur um Kombinationsplatzierungen gegangen – und ihre schärfsten Rivalinnen konnten entweder auch im Slalom nicht oder nur gering punkten bzw. waren keine Speedläuferinnen. Ihren Gesamtsieg fixierte sie offiziell erst mit dem Sieg im ersten Rennen des Saisonfinales, der Abfahrt am 6. März; kurioserweise war es Dorfmeisters erster Abfahrtssieg seit 16. Dezember 1995 in St. Anton am Arlberg gewesen – sie stand nun bei 1.131 Punkten. Theoretisch wären (nach Götschls Ausfall) bis dahin Sonja Nef (804 Punkte). Hilde Gerg (787), Anja Pärson (724) und Isolde Kostner (641) ins Kalkül zu ziehen gewesen, was aber nun hinfällig wurde.
Abfahrt:

Im vorletzten Rennen, in welches Kostner mit 520 und Dorfmeister mit 329 Punkten gingen, fiel die endgültige Entscheidung, denn die Niederösterreicherin hätte (bei gleichzeitig einer «Nullmeldung» der Südtirolerin) einen Sieg erringen müssen, jedoch wurde sie nur Sechste; Rang 10 von Kostner brachten ihr ein Plus von 177 Punkten.
Super-G:

Rang 4 zum Start in Lake Louise, Sieg in Val-d’Isère, Rang 5 in St. Moritz und Sieg in Cortina d’Ampezzo, damit vor dem Finale mit 295 Punkten gegenüber 210 von Renate Götschl und 168 von Alexandra Meissnitzer in Front, war Hilde Gergs Zwischenbilanz. Und auf Grund der Götschl-Verletzung am 2. März in Lenzerheide stand die Lenggrieserin vorzeitig als Disziplinensiegerin fest.
Riesenslalom:

Vor dem Finale hatte Sonja Nef mit 474 Punkten nur 20 Zähler Guthaben auf Dorfmeister, doch schon nach dem ersten Durchgang war sie allen anderen davon gefahren und hatte auf ihre Rivalin 1,87 s Vorsprung, und souverän (nun zweitbeste Laufzeit) gelang der Schweizerin die Titelverteidigung.
Slalom:

Erst im Finale konnte sich die dreifache Saisonsiegerin Laure Pequegnot den Erfolg sichern; sie war mit 552 Punkten, damit 64 Punkten Vorsprung auf US-Läuferin Koznick, gestartet und hätte im aus ihrer Sicht «schlimmesten Fall» Siebte werden müssen, war schon nach dem ersten Lauf um 1,07 s schneller als die Konkurrentin. Letztlich wurde sie Fünfte, Koznik Dreizehnte.

### Vorkommnisse nach Saisonende
Zwei wichtige Trainer beim Damenteam des ÖSV verließen den Verband: Chefcoach Karl Frehsner wurde wieder «Boss» bei den Schweizer Herren (löste Dieter Bartsch ab, dessen Vertrag auslief), Mathias Berthold ging zur Ski Association der USA. Als neuer Cheftrainer der ÖSV-Damen wurde am 22. März Herbert Mandl präsentiert, der zuletzt drei Jahre lang Spartentrainer beim Herrenteam (Eberharter, Hermann Maier) und zuvor bereits Abfahrtstrainer der Damen gewesen war.

### Karriereende
| Herren - Rainer Salzgeber - Silvano Beltrametti - Thomas Sykora - Ole Kristian Furuseth - Steve Locher | Damen - Picabo Street - Stefanie Schuster - Pernilla Wiberg - Ylva Nowén - Warwara Wladimirowna Selenskaja - Christiane Mitterwallner - Ingeborg Helen Marken |